# 로널드 로더

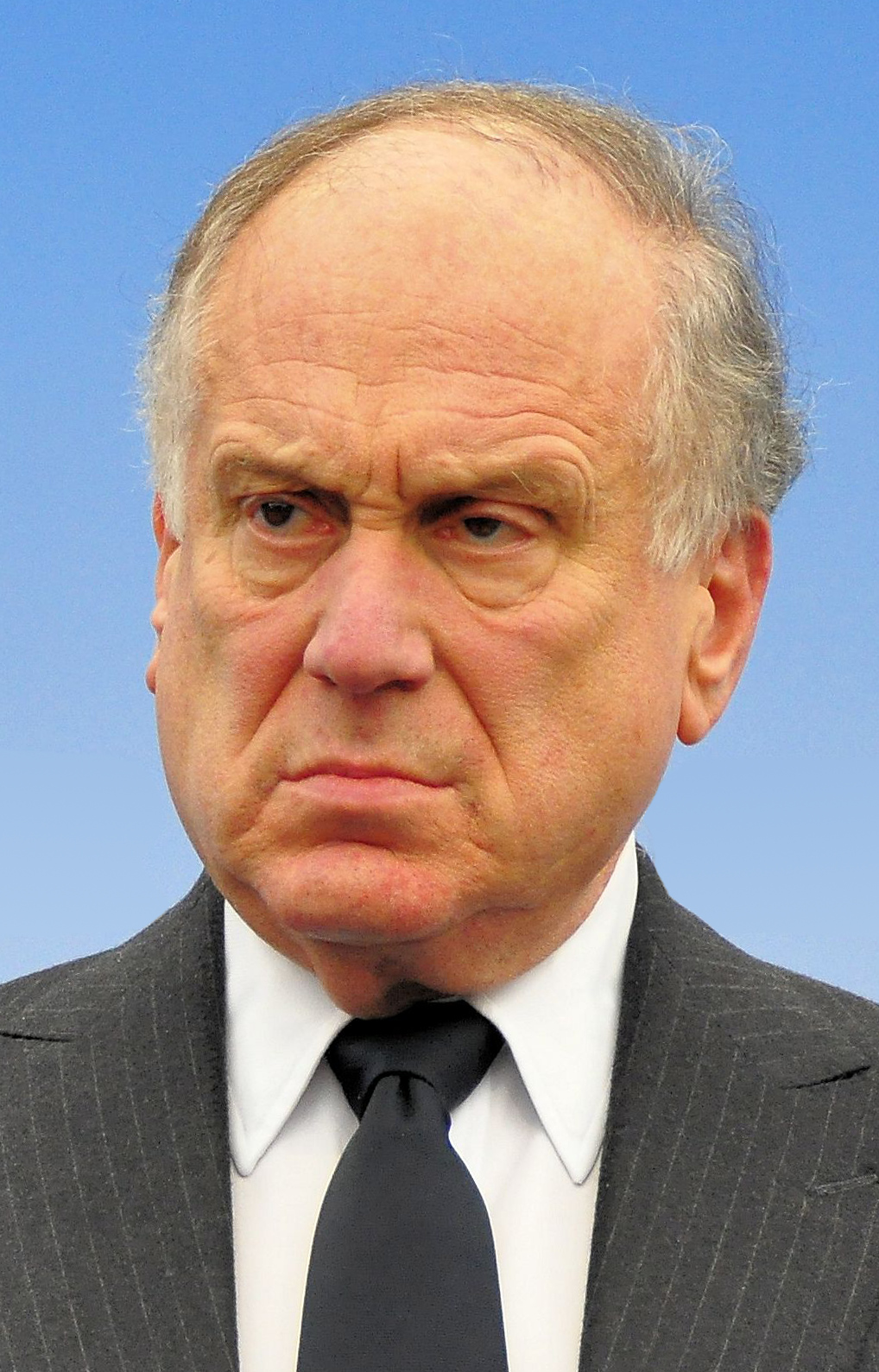
2014년 모습

로널드 로더(Ronald Lauder, 본명: Ronald (Ron) Steven Lauder, 1944년 2월 26일 ~ )는 미국의 사업가, 억만장자, 자선사업가, 미술품 수집가 및 정치 운동가이다. 그는 2007년부터 세계 유대인 의회의 회장을 맡고 있다. 그와 그의 형제 레너드 로더는 1946년 부모인 에스티 로더와 조셉 로더가 설립한 에스티 로더 화장품 회사의 유일한 상속자이다. 포브스에 따르면 로더는 2022년 9월 기준 순자산 45억 달러(포브스 억만장자 목록 563위)이다.

## 어린 시절과 교육
로더는 뉴욕시에서 에스티 로더의 창립자인 조지프 로더와 에스티 로더 (기업인)의 아들인 유대인 가정에서 태어났다. 그는 에스티로더 컴퍼니 이사회 의장인 레너드 로더(Leonard Lauder)의 남동생이다.
그는 브롱크스 과학 고등학교를 다녔고 펜실베이니아 대학교 와튼 경영대학원에서 국제 경영 학사 학위를 취득했다. 그는 파리 대학교에서 공부하고 브뤼셀 대학교에서 국제 비즈니스 수료증을 받았다.